# Ђорђе Мићић
Ђорђе Мићић (Чачак, 11. септембар 1983) је бивши српски кошаркаш. Играо је на позицији крила.

## Каријера
Мићић је кошарком је почео да се бави у млађим категоријама чачанског Борца, где је прошао кроз комплетну селекцију и у сезони 2003/04. дебитовао за први тим. Након само једне сезоне успео је да се наметне и пресели у тадашњи тим Рефлекса из Железника, где се није задржао дуго, па се у сезони 2005/06. поново вратио у Борац. Пошто је одиграо одличну сезону, преселио се поново у ФМП из Железника за који је наступао наредних сезону и по након чега се поново вратио у Борац. У сезони 2008/09. реализује свој први трансфер ван граница наше земље и потписује за Керавнос са Кипра. Није се дуго задржао у кипарској екипи, па је сезону 2008/09. завршио у Игокеи. У сезони 2009/10. играо је за Напредак из Крушевца. Следеће 2010/11. потписује за немачки Олденбург где је отпуштен након свега пар утакмица, али већ наредне сезоне сели се у Пољску. Први тим за који је потписао у Пољској био је Познањ. У наредној сезони услед одличних наступа потписује за знатно познатији пољски тим Туров Згожелец. Из Турова се за сезону 2013/14. сели у бугарску екипу Левског. Такмичарску сезону 2014/15. започиње у свом КК Борцу, да би на полусезони потписао за румунску екипу Крајове где се задржао до краја сезоне 2015/16. Последње две сезоне је одиграо у Борцу.
Мићић је био и члан репрезентације Србије која је на Летњој универзијади 2007. у Бангкоку освојила сребрну медаљу.

## Успеси

### Клупски
- ФМП Железник:
  - Куп Радивоја Кораћа (1): 2007.

- Левски:
  - Балканска лига (1): 2013/14.
  - Куп Бугарске (1): 2014.

### Репрезентативни
- Универзијада:  2007.